# Manchón-Guamuchal
Manchón Guamuchal es un humedal situado a lo largo de la costa del Pacífico de Guatemala. Es uno de los últimos bosques de manglares remanentes en la costa del Pacífico de Guatemala y un importante punto de escala para aves migratorias que utilizan el corredor del Oeste. Fue declarado sitio Ramsar en 1995.